# Амбек, Якоб
Якоб Брёкнер Амбек (дат. Jacob Brøchner Ambæk; родился 28 марта 2008) — датский футболист, нападающий датского клуба «Брондбю».

## Клубная карьера
Воспитанник футбольной академии датского клуба «Брондбю». В августе 2024 года подписал свой первый профессиональный контракт с клубом. 10 марта 2025 года дебютировал в основном составе «Брондбю» в матче датской Суперлиги против «Раннерса».

## Карьера в сборной
Выступал за сборные Дании до 16 и до 17 лет.